# Bisdom Manado
Het bisdom Manado (Latijn: Dioecesis Manadoensis) is een rooms-katholiek bisdom met als zetel Manado, hoofdstad van de provincie Noord-Sulawesi, in Indonesië. Het bisdom is suffragaan aan het aartsbisdom Makassar. 

## Geschiedenis
Het bisdom werd opgericht op 19 november 1919, als de apostolische prefectuur Célebes, uit delen van het apostolisch vicariaat Batavia. Op 1 februari 1934 werd het verheven tot apostolisch vicariaat. Op 13 april 1937 verloor het gebied bij de oprichting van de apostolische prefectuur Makassar, en veranderde tegelijk van naam naar apostolisch vicariaat Manado. Op 3 januari 1961 werd het verheven tot bisdom. 
Alle prefecten, apostolisch vicarissen, bisschoppen en hulpbisschoppen tot 2020 waren lid van de Missionarissen van het Heilig Hart (MSC).

## Parochies
Het bisdom had in 2021 een oppervlakte van 90.000 km2 en telde 704.880 inwoners waarvan 20,0% rooms-katholiek was.

## Ordinarii

### Prefecten
- Gerard Vesters (december 1919 - 16 februari 1923)

### Apostolisch vicarissen
- Joannes Walter Panis (prefect: 12 juni 1923, apostolisch vicaris: 1 februari 1934 - maart 1947)

### Bisschoppen
- Nicolas Verhoeven (apostolisch vicaris: 13 maart 1947, bisschop: 3 januari 1961 - 26 juni 1969)
- Theodorus Hubertus Moors (26 juni 1969 - 8 februari 1990; hulpbisschop sinds 13 april 1967)
- Joseph Theodorus Suwatan (8 februari 1990 - 12 april 2017)
- Benedictus Estephanus Rolly Untu (12 april 2017 - heden)

## Galerij van afbeeldingen

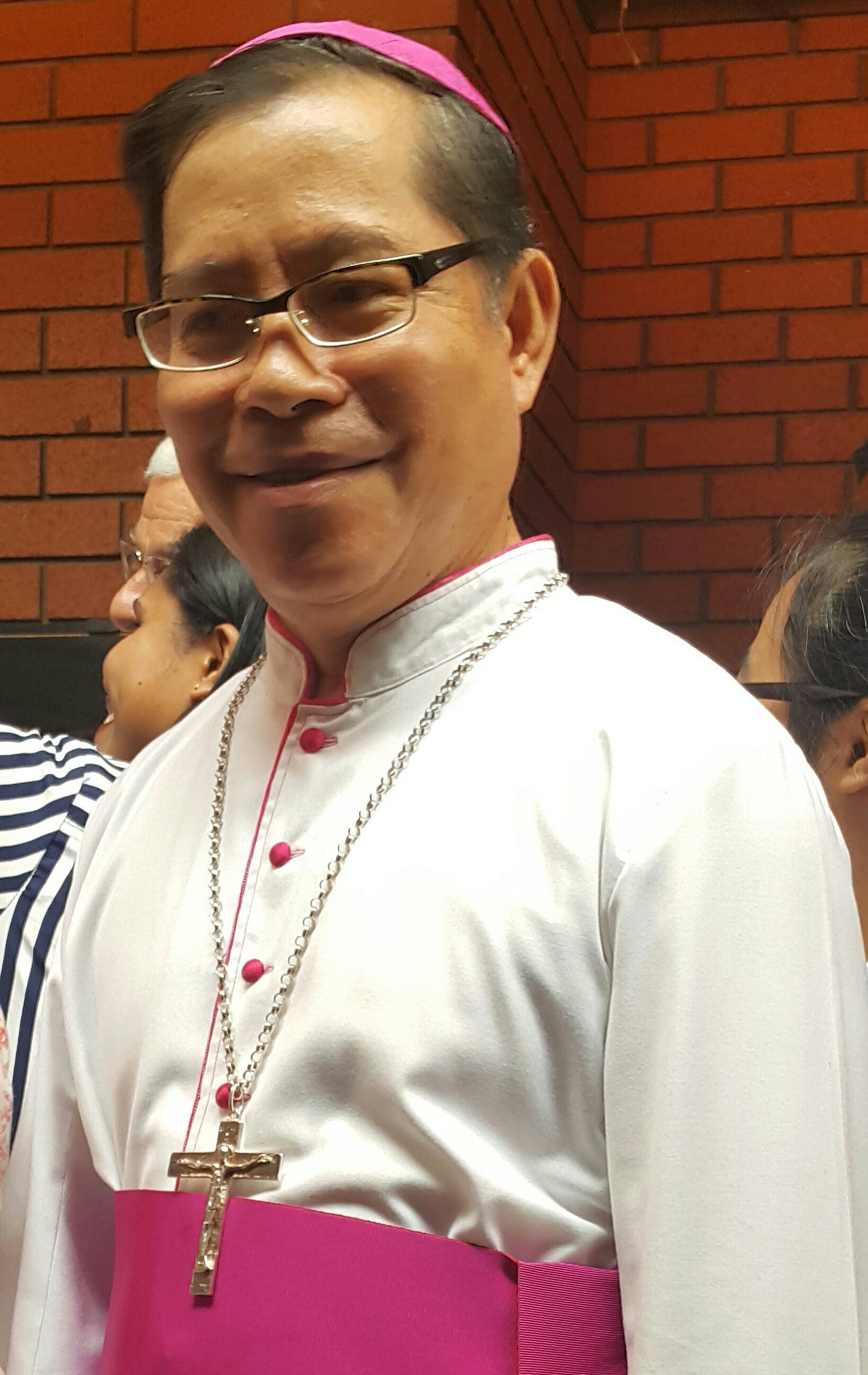
Bisschop Benedictus Estephanus Rolly Untu (2017-heden)
Kerkprovincie met aartsbisdom en suffragane bisdommen

Makassar (aartsbisdom) · Amboina · Manado